# Strang (Nebraska)
Strang és una població dels Estats Units a l'estat de Nebraska. Segons el cens del 2000 tenia 32 habitants.

## Demografia
Segons el cens del 2000, Strang tenia 32 habitants, 15 habitatges, i 9 famílies. La densitat de població era de 103 habitants per km².
Dels 15 habitatges en un 20% hi vivien nens de menys de 18 anys, en un 53,3% hi vivien parelles casades, en un 0% dones solteres, i en un 40% no eren unitats familiars. En el 33,3% dels habitatges hi vivien persones soles el 6,7% de les quals corresponia a persones de 65 anys o més que vivien soles. El nombre mitjà de persones vivint en cada habitatge era de 2,13 i el nombre mitjà de persones que vivien en cada família era de 2,67.
Per edats la població es repartia de la següent manera: un 18,8% tenia menys de 18 anys, un 9,4% entre 18 i 24, un 21,9% entre 25 i 44, un 40,6% de 45 a 60 i un 9,4% 65 anys o més.
L'edat mediana era de 40 anys. Per cada 100 dones de 18 o més anys hi havia 116,7 homes.
La renda mediana per habitatge era de 30.000 $ i la renda mediana per família de 31.875 $. Els homes tenien una renda mediana de 22.500 $ mentre que les dones 24.375 $. La renda per capita de la població era de 24.554 $. Cap de les famílies estaven per davall del llindar de pobresa.

## Poblacions més properes
El següent diagrama mostra les poblacions més properes.